# Ekonomiåret 1918

## Händelser
- Hotell- och restaurarangfacket bildas i Sverige.[1]
- 7 mars - Finland ingår ett avtal med Tyskland som politiskt och ekonomiskt gör landet till en tysk satellitstat.

## Födda
- 5 mars - James Tobin, amerikansk ekonom, nobelpristagare.